# کابل شبکه

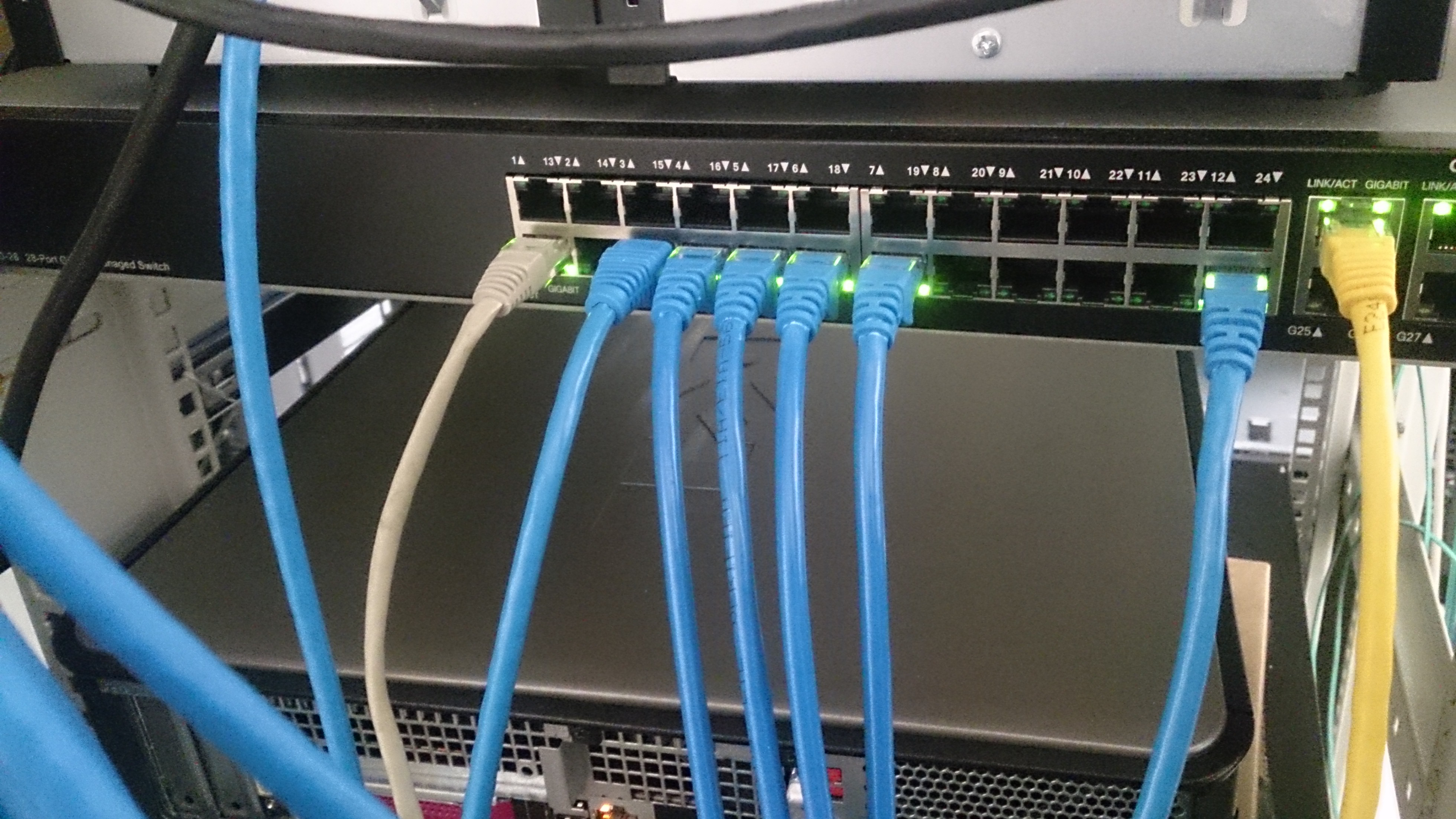
نمونه‌ای از کابل شبکه

کابل شبکه بستر ارتباطی کابلی است که برای تبادل داده، اشتراک گذاری و متصل ساختن دستگاه‌های یک شبکه به یکدیگر یا به سایر شبکه‌ها استفاده می‌شود. کابل‌های شبکه با توجه به نوع هم‌بندی، پادمان و اندازه شبکه دارای گوناگونی (مانند کابل هم محور، کابل فیبر نوری، کابل زوج به هم تابیده) می‌باشند و از همین رو است که دستگاه‌ها می‌توانند در فاصلهٔ کوتاه و چند متری (برای نمونه به وسیله یک کابل اترنت) یا در فاصله‌های دور (برای نمونه به وسیله شبکه اینترنت) به هم وصل شوند.

## کابل زوج تابیده شده
کابل نسبتا ارزان قیمتی است که نصب آسانی دارد و برای شبکه‌های LAN سیم بسیار مناسبی است، همچنین نسبت به کواکسیال کم‌وزن‌تر و انعطاف‌پذیرتر است. از دو سیم مسی ایزوله شده که برای کاهش نویز به هم تابیده می‌شوند و در یک غلاف عایق قرار می‌گیرند تشکیل شده‌است. در سیم تلفن که خود نوعی از این کابل است از اتصال دهنده RJ11 استفاده می‌شود، اما در کابل شبکه اتصال دهنده‌ای با شماره RJ45 (فیش‌های مربوط به کابل‌های T.P. هستند) بکار می‌رود که دارای هشت مکان برای هشت رشته سیم است.

## گونه‌های کابل شبکه از نظر روکش
روکش کابل مانند یک محافظ از کابل شبکه در برابر تهدیدات خارجی، مانند تداخل الکتریکی، سیگنال‌های مزاحم، ضربات و کشش‌های احتمالی که به کابل وارد می‌شود محافظت می‌کند. این روکش شامل روکش پی وی سی، فویل آلومینیمی، شیلد مسی و نخ ابریشمی ست.

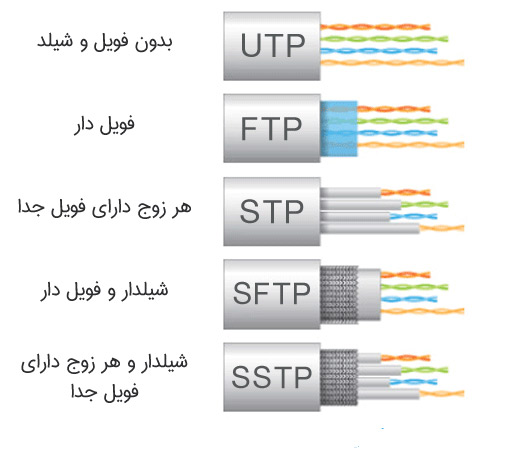
گونه‌های کابل شبکه

## شیوه نام گذاری کابل شبکه
کابل شبکه بر اساس پهنای باند، سرعت، نویز پذیری، جنس روکش و… به چندین دسته تقسیم می‌شود. اما به‌طور استاندارد کابل‌های شبکه به دسته‌های Cat1 تا Cat8 تقسیم می‌شوند. این دسته‌ها از Cat1 (کوتاه شده Category 1 یا دسته ۱) شروع شده و به Cat8 می‌رسند. هر چه دسته‌بندی کابل‌های شبکه بالاتر باشد، تکنولوژی ساخت آن‌ها و در نتیجه سرعت انتقال اطلاعات، پهنای باند و نویز پذیری آن‌ها بهبود پیدا می‌کنند.
نامگذاری و دسته‌بندی هر کابل شبکه با توجه به ارتقاء و بهبودهایی انجام می‌شود که در آن کابل به وجود می‌آید. به‌طور مثال کابل Cat5 با ایجاد چند بهبود در عملکرد آن به Cat5e تبدیل شد، حرف e در آخر CAT5e به معنی Enhanced یا بهبود یافته‌است، به این دلیل که سرعت انتقال اطلاعات از ۱۰۰ مگابیت بر ثانیه به ۱۰۰۰ مگابیت بر ثانیه افزایش پیدا کرد. همچنین این موزبزبدسته‌بندی‌های Cat8 ،Cat7 ،Cat6 نیز می‌بینیم، به‌طور مثال در کابل Cat6a معنی a در انتهای آن Augmented به معنی افزایش است، چون پهنای باند در کابل Cat6a از ۲۵۰ مگاهرتز به ۵۰۰ مگاهرتز افزایش داده شده و کابل شبکه Cat6a به وجود آمده‌است. زمانی که در یک کابل شبکه تغیرات زیادی به وجود می‌آید یک دسته‌بندی جدید به وجود می‌آید. تغییرات کوچک‌تری که بر روی هر دسته‌بندی اعمال می‌شود، نسخه بهبود یافته (e) یا افزایش یافته (a) را ایجاد می‌کنند.